# Guido Jendritzko

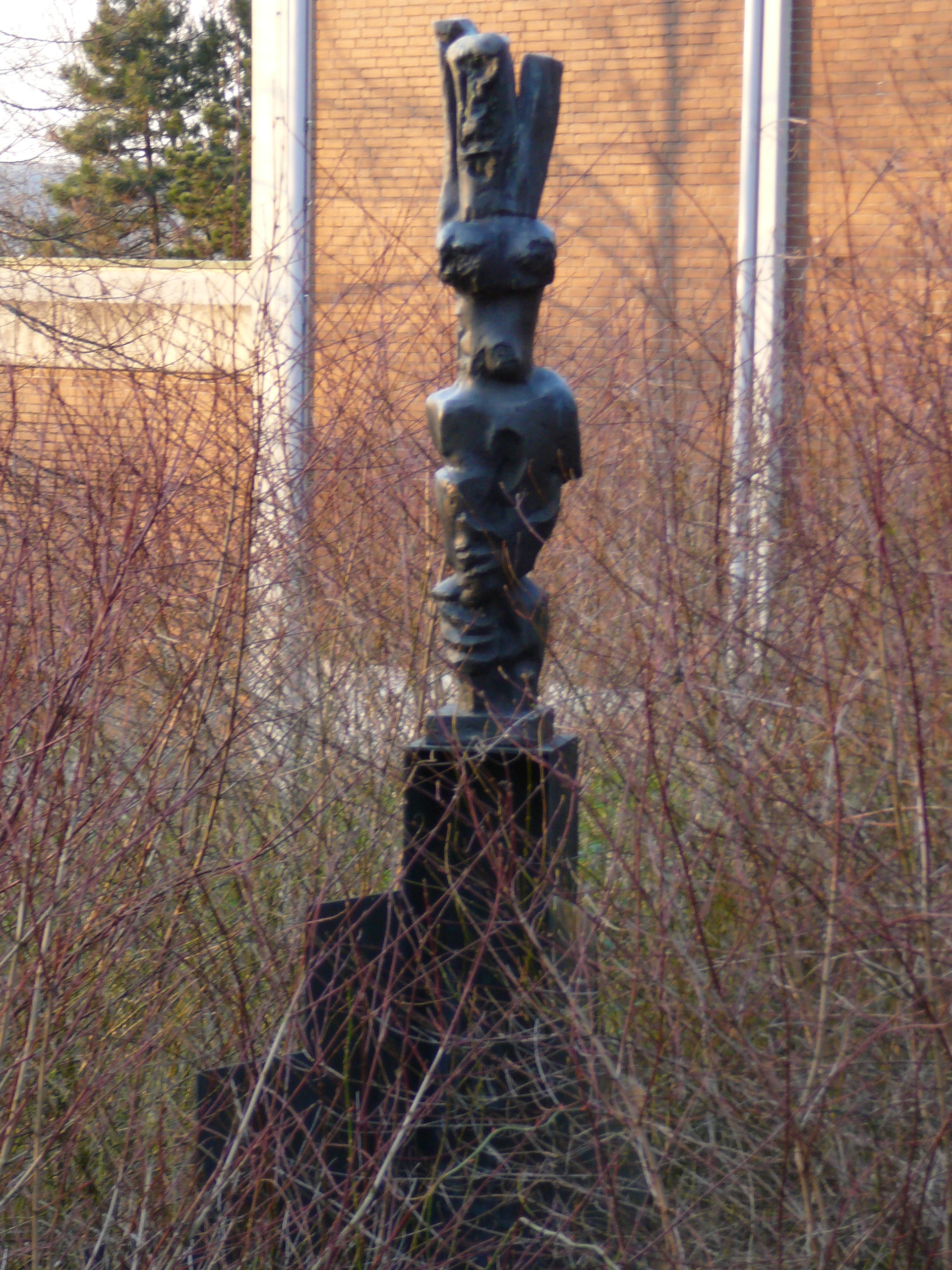
Siegespose, door Guido Jendritzko (1988)

Guido Jendritzko (Kirchhain, 31 januari 1925 - Wuppertal, 1 oktober 2009) was een Duits beeldhouwer, kunstschilder, graficus en fotograaf. Hij was een vertegenwoordiger van de abstracte kunst van na de Tweede Wereldoorlog.
Jendritzko studeerde van 1950 tot 1956 aan de Universiteit van de Kunsten in Berlijn als meesterleerling bij Karl Hartung. In 1957 kreeg hij een beurs van de Kulturkreis der Deutschen Wirtschaft. Hetzelfde jaar kreeg hij ook de prijs van de Duitse kritiek in de afdeling beeldende kunst. Jendritzko nam in 1959 deel aan Documenta II in Kassel in de afdeling plastische kunsten. In 1960 werd hij onderscheiden met de Villa Romana-prijs. Guido Jendritzko doceerde vele jaren aan de Bergische Universität in Wuppertal.
Hij overleed in oktober 2009, vijf dagen na een val nadat hij was omvergelopen door een groep voetbalsupporters aan het station van Wuppertal. Uit de lijkschouwing bleek echter dat de doodsoorzaak waarschijnlijk een longontsteking was geweest.